# Yaya Palau
Yaya Palau fue una actriz argentina de cine y teatro. 

## Carrera
Palau fue una joven actriz que incursionó en varios fims a finales de la década del '30 y principio del '40 de la época de oro de la cinematografía argentina. Fue una figura casi exclusiva del director Julio Irigoyen. Era la hermana de la también actriz Carmen Palau.
Trabajó con personalidades famosas de aquel entonces como Arturo Sánchez, Laura Nelson, Enrique del Cerro, Aurelia Musto, Álvaro Escobar, Totón Podestá, Manolita Poli, Lea Conti, Héctor Palacios, Inés Murray, Chola Luna, Celia Méndez, Agustín Martínez, Enrique Vico, Beba Ocampo y Mangacha Gutiérrez

### Filmografía
- 1939: La hija del viejito guardafaro
- 1939: La modelo de la calle Florida
- 1939: Sombras de Buenos Aires
- 1939: La cieguita de la avenida Alvear
- 1941: El cantar de mis penas
- 1942: Puertos de ensueño[4]

### Teatro
En teatro formó parte en 1937 de la Compañía dramática Laserre junto con actores de la talla de Amalia Bozán, Delia Escalada, Hugo Melián, Armando Schiavi, Alberto Squina, Benjamín Irusta y Pepito Lettra, entre otros.
Algunas de las obras en las que participó se encuentran la comedia La novia perdida , con el papel de Graciela, en 1941, junto con Delia Codebó, Emma Martínez, Amanda Santalla, Natalia Fontán y César Ratti. Y en 1942 estuvo en la obra Presidio.
En 1945 integra la "Compañía Nacional de Comedias Pepe Arias" estrenando en el Teatro Artigas de Uruguay la obra Rodríguez (Supernumerario).